# 대한민국의 국보 (2000년대~2010년대)

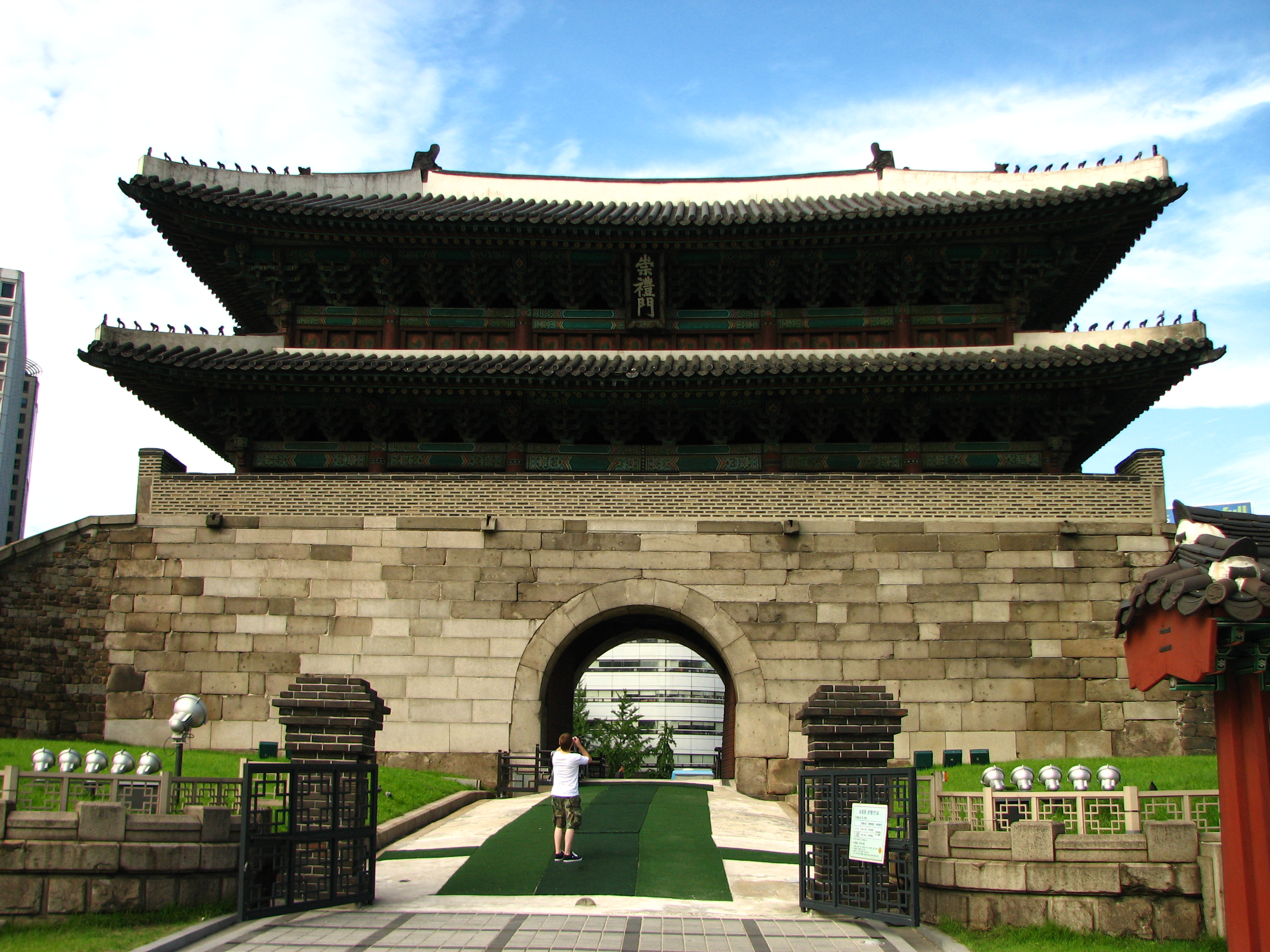
서울 숭례문(국보 제1호)

대한민국의 국보(大韓民國 國寶)는 대한민국에서, 건축물이나 유물 등의 유형 국가유산 가운데에 중요한 가치를 가져 보물로 지정될 만한 국가유산 가운데에서 인류문화적으로 가치가 크고 유례가 드문 것, 독특하고 희귀한 것 등으로 인정되어 따로 지정된 문화유산을 말한다.

## 지정 목록

### 2000년대 지정
| 번호    | 사진 | 명칭 | 소재지                                                                           | 관리자 (단체)                  | 지정일                                          | 참조 |
| 304호   |      | 여수 진남관 (麗水 鎭南館) (Jinnamgwan Hall, Yeosu) | 전남 여수시 동문로 11 (군자동)                                                   | 여수시(여수시장)               | 2001년 4월 17일 지정                            |      |
| 305호   |      | 통영 세병관 (統營 洗兵館) (Sebyeonggwan Hall, Tongyeong) | 경남 통영시 세병로 27 (문화동)                                                   | 통영시                         | 2002년 10월 14일 지정                           |      |
| 306호   |      | 삼국유사 권3~5 (三國遺事 卷三~五) (Samguk yusa (Memorabilia of the Three Kingdoms), Volumes 3-5)                                                                      | 서울 종로구                                                                      | 곽영대                         | 2003년 2월 3일 지정, 2010년 8월 25일 명칭변경   |      |
| 306-2호 |      | 삼국유사 (三國遺事) (Samguk yusa (Memorabilia of the Three Kingdoms))                                                                                                 | 서울 관악구 관악로 1, 103호 동 서울대학교 규장각한국학연구원 (신림동,서울대학교) | 서울대학교 규장각 한국학연구원 | 2003년 4월 14일 지정, 2010년 8월 25일 명칭변경  |      |
| 306-3호 |      | 삼국유사 권1~2 (三國遺事 卷一~二) (Samguk yusa (Memorabilia of the Three Kingdoms), Volumes 1-2)                                                                      | 서울 서대문구 연세로 50                                                          | 연세대학교 (연세대학교박물관)  | 2018년 2월 22일 지정                            |      |
| 307호   |      | 태안 동문리 마애삼존불입상 (泰安 東門里 磨崖三尊佛立像) (Rock-carved Standing Buddha Triad in Dongmun-ri, Taean)                                                      | 충남 태안군 태안읍 원이로 78-132 (동문리)                                        | 태안군                         | 2004년 8월 31일 지정, 2010년 8월 25일 명칭 변경 |      |
| 308호   |      | 해남 대흥사 북미륵암 마애여래좌상 (海南 大興寺 北彌勒庵 磨崖如來坐像) (Rock-carved Seated Buddha at Bungmireugam Hermitage of Daeheungsa Temple, Haenam)              | 전남 해남군 삼산면 구림리 산8-1 북미륵암                                         | 대흥사                         | 2005년 9월 28일 지정, 2010년 8월 25일 명칭 변경 |      |
| 309호   |      | 백자 달항아리 (白磁 壺) (White Porcelain Moon Jar) | 서울 용산구 이태원로55길 60-16, 삼성미술관 리움 (한남동)                         | 삼성미술관 리움                | 2007년 12월 17일 지정                           |      |
| 310호   |      | 백자 달항아리 (白磁 壺) (White Porcelain Moon Jar) | 서울 종로구 효자로 12, 국립고궁박물관 (세종로,국립고궁박물관)                    | 국립고궁박물관                 | 2007년 12월 17일 지정                           |      |
| 311호   |      | 안동 봉정사 대웅전 (安東 鳳停寺 大雄殿) (Daeungjeon Hall of Bongjeongsa Temple, Andong)                                                                               | 경북 안동시 서후면 봉정사길 222 (태장리)                                         | 봉정사                         | 2009년 6월 30일 지정                            |      |
| 312호   |      | 경주 남산 칠불암 마애불상군 (慶州 南山 七佛庵 磨崖佛像群) (Rock-carved Buddhas at Chilburam Hermitage in Namsan Mountain, Gyeongju)                                   | 경북 경주시 남산동 산36-4                                                        | 경주시                         | 2009년 9월 2일 지정                             |      |
| 313호   |      | 강진 무위사 극락전 아미타여래삼존벽화 (康津 無爲寺 極樂殿 阿彌陀如來三尊壁畵) (Mural Painting in Geungnakjeon Hall of Muwisa Temple, Gangjin (Amitabha Buddha Triad)) | 전남 강진군 성전면 월하리 1194                                                   | 무위사                         | 2009년 9월 2일 지정                             |      |
| 314호   |      | 순천 송광사 화엄경변상도 (順天 松廣寺 華嚴經變相圖) (Buddhist Painting of Songgwangsa Temple, Suncheon (Illustration of the Avatamsaka Sutra))                        | 전남 순천시 송광면 송광사안길 100, 송광사 (신평리)                               | 송광사                         | 2009년 9월 2일 지정                             |      |

### 2010년대 지정
| 번호    | 사진 | 명칭 | 소재지                                                                          | 관리자 (단체)                         | 지정일                                         | 참조 |
| 48-2호  |      | 평창 월정사 석조보살좌상 (平昌 月精寺 石造菩薩坐像) (Stone Seated Bodhisattva of Woljeongsa Temple, Pyeongchang)                                             | 강원 평창군 진부면 오대산로 374-8, 월정사 (동산리)                              | 월정사                                | 2017년 1월 2일 지정                            |      |
| 315호   |      | 문경 봉암사 지증대사탑비 (聞慶 鳳巖寺 智證大師塔碑) (Stele for Buddhist Monk Jijeung at Bongamsa Temple, Mungyeong)                                          | 경북 문경시 가은읍 원북길 313, 봉암사 (원북리)                                  | 봉암사                                | 2010년 1월 4일 지정, 2010년 12월 27일 명칭변경 |      |
| 316호   |      | 완주 화암사 극락전 (完州 花巖寺 極樂殿) (Geungnakjeon Hall of Hwaamsa Temple, Wanju)                                                                         | 전북 완주군 경천면 가천리 1078                                                  | 화암사                                | 2011년 11월 28일 지정                          |      |
| 317호   |      | 조선태조어진 (朝鮮太祖御眞) (Portrait of King Taejo of Joseon)                                                                                               | 전북 전주시 완산구 태조로 44 어진박물관                                         | 어진박물관                            | 2012년 6월 29일 지정                           |      |
| 318호   |      | 포항 중성리 신라비 (浦項 中城里 新羅碑) | 경북 경주시 불국로 132                                                          | 국립경주문화재연구소                  | 2015년 4월 22일 지정                           | ,    |
| 319-1호 |      | 동의보감 (東醫寶鑑) | 서울 서초구                                                                     | 국립중앙도서관                        | 2015년 6월 22일 지정                           |      |
| 319-2호 |      | 동의보감 (東醫寶鑑) | 경기 성남시 분당구 하오개로 323, 한국학중앙연구원 (운중동)                      | 한국학중앙연구원                      | 2015년 6월 22일 지정                           |      |
| 319-3호 |      | 동의보감 (東醫寶鑑) | 서울 관악구 관악로 1,103호 동 서울대학교 규장각한국학연구원 (신림동,서울대학교) | 서울대학교 규장각 한국학연구원        | 2015년 6월 22일 지정                           |      |
| 320호   |      | 월인천강지곡 권상 (月印千江之曲 卷上) (Worin cheongangjigok (Songs of the Moon's Reflection on a Thousand Rivers), Volume 1)                                 | 경기도 성남시 분당구 하오개로 323 (운중동, 한국학중앙연구원)                    | 한국학중앙연구원                      | 2017년 1월 2일 지정                            |      |
| 321호   |      | 문경 대승사 목각아미타여래설법상 (聞慶 大乘寺 木刻阿彌陀如來說法像)                                                                                          | 경북 문경시 대승사길 283 (산북면, 대승사)                                       | 대승사                                | 2017년 8월 31일 지정                           |      |
| 322-1호 |      | 삼국사기 (三國史記) | 경상북도 경주시 안강읍 옥산서원길 216-27 (안강읍, 옥산서원)                     | 옥산서원                              | 2018년 2월 22일 지정                           |      |
| 322-2호 |      | 삼국사기 (三國史記) | 서울 중구 세종대로21길 22 (태평로1가,성암고서박물관)                            | 성암고서박물관                        | 2018년 2월 22일 지정                           |      |
| 323호   |      | 논산 관촉사 석조미륵보살입상 (論山 灌燭寺 石造彌勒菩薩立像) (Stone constraction of the standing statue of Maitreya Bodhisattva in Gwanchoksa Temple, Nonsan) | 충청남도 논산시 관촉로1번길 25 (관촉동, 관촉사)                                 | 관촉사                                | 2018년 4월 20일 지정                           |      |
| 324호   |      | 이제 개국공신교서 (李濟 開國功臣敎書) | 경남 산청군 단성면 지리산대로2897번길 23 (남사리) (국립진주박물관)              | 이석기                                | 2018년 6월 27일 지정                           |      |
| 325호   |      | 기사계첩 (耆社契帖) (Gisa gyecheop (Album of Paintings of the Gathering of Elders))                                                                          | 서울 용산구 서빙고로 137                                                        | 국유(국립중앙박물관)                  | 2019년 3월 6일 지정                            |      |
| 326호   |      | 청자 순화4년명 항아리 (靑磁 淳化四年銘 壺) | 서울 서대문구 이화여대길 52 이화여자대학교 박물관                               | 이화여자대학교(이화여자대학교 박물관) | 2019년 5월 2일 지정                            |      |
| 327호   |      | 부여 왕흥사지 출토 사리기 (扶餘 王興寺址 出土 舍利器) | 충남 부여군 규암면 충절로 2316번길 34                                           | 국립부여문화재연구소                  | 2019년 6월 26일 지정                           |      |
| 328호   |      | 예천 용문사 대장전과 윤장대 (醴泉 龍門寺 大藏殿과 輪藏臺) | 경북 예천군 용문면 용문사길 285-30(내지리 391번지)                              | 용문사(용문사)                        | 2019년 12월 2일 지정                           |      |

## 같이 보기
- 한국의 선사 시대
- 한국의 역사
- 한국의 문화
- 조선민주주의인민공화국의 국보